# Finská socialistická dělnická republika
Finská socialistická dělnická republika nebo též Finská socialistická republika rad[zdroj?] byl loutkový stát sovětského Ruska v roce 1918. Stát byl zřízen na základě Finské lidové deklarace a zanikl v důsledku občanské války obsazením vojsky generála Carla Gustafa Emila Mannerheima.
Roku 1917 vypuklo v Helsinkách povstání, které vyústilo 17. července 1917 ve vyhlášení nezávislosti na Rusku, v prosinci téhož roku byla potvrzena nezávislost. V lednu roku 1918 vypukla ve Finsku bolševická revoluce, která vyhlásila Finskou socialistickou dělnickou republiku. V březnu 1918 byla mezi tímto Finskem a sovětským Ruskem uzavřena smlouva o přátelství. V květnu 1918 byla ale revoluce s pomocí německých jednotek potlačena.